# Schotia afra
Schotia afra är en ärtväxtart som först beskrevs av Carl von Linné, och fick sitt nu gällande namn av Carl Peter Thunberg. Schotia afra ingår i släktet Schotia och familjen ärtväxter. IUCN kategoriserar arten globalt som livskraftig. Inga underarter finns listade i Catalogue of Life.

## Bildgalleri

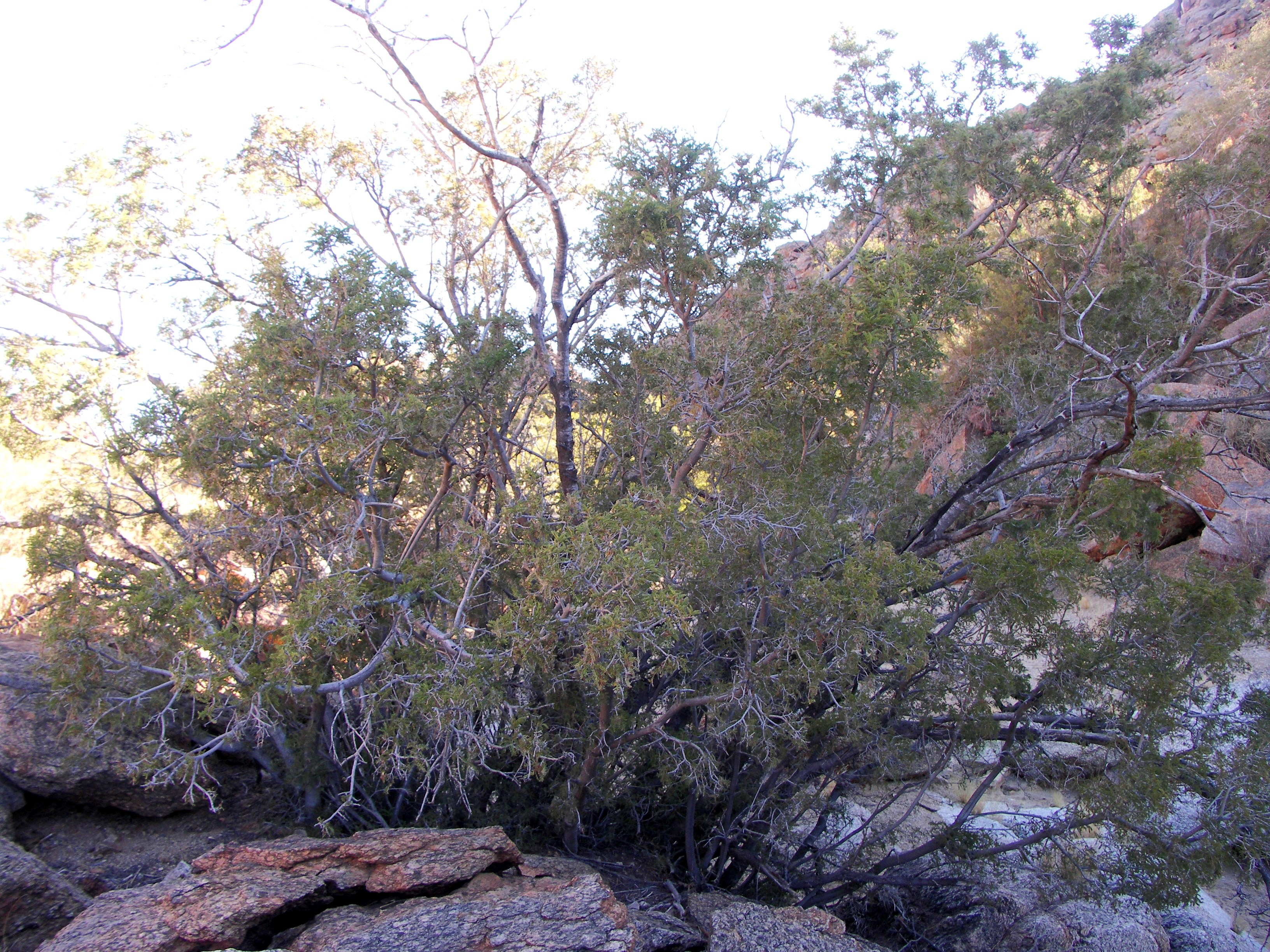
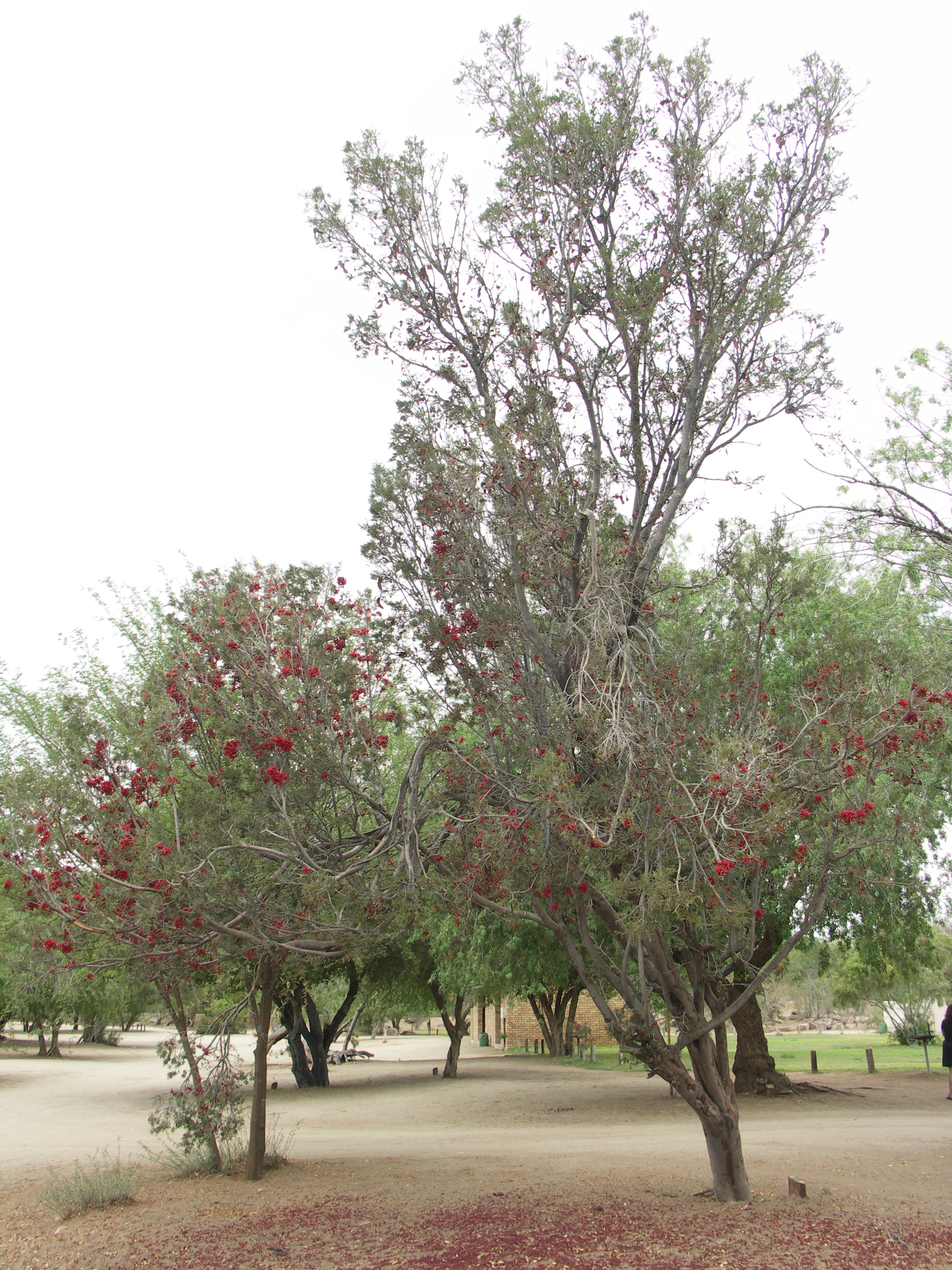
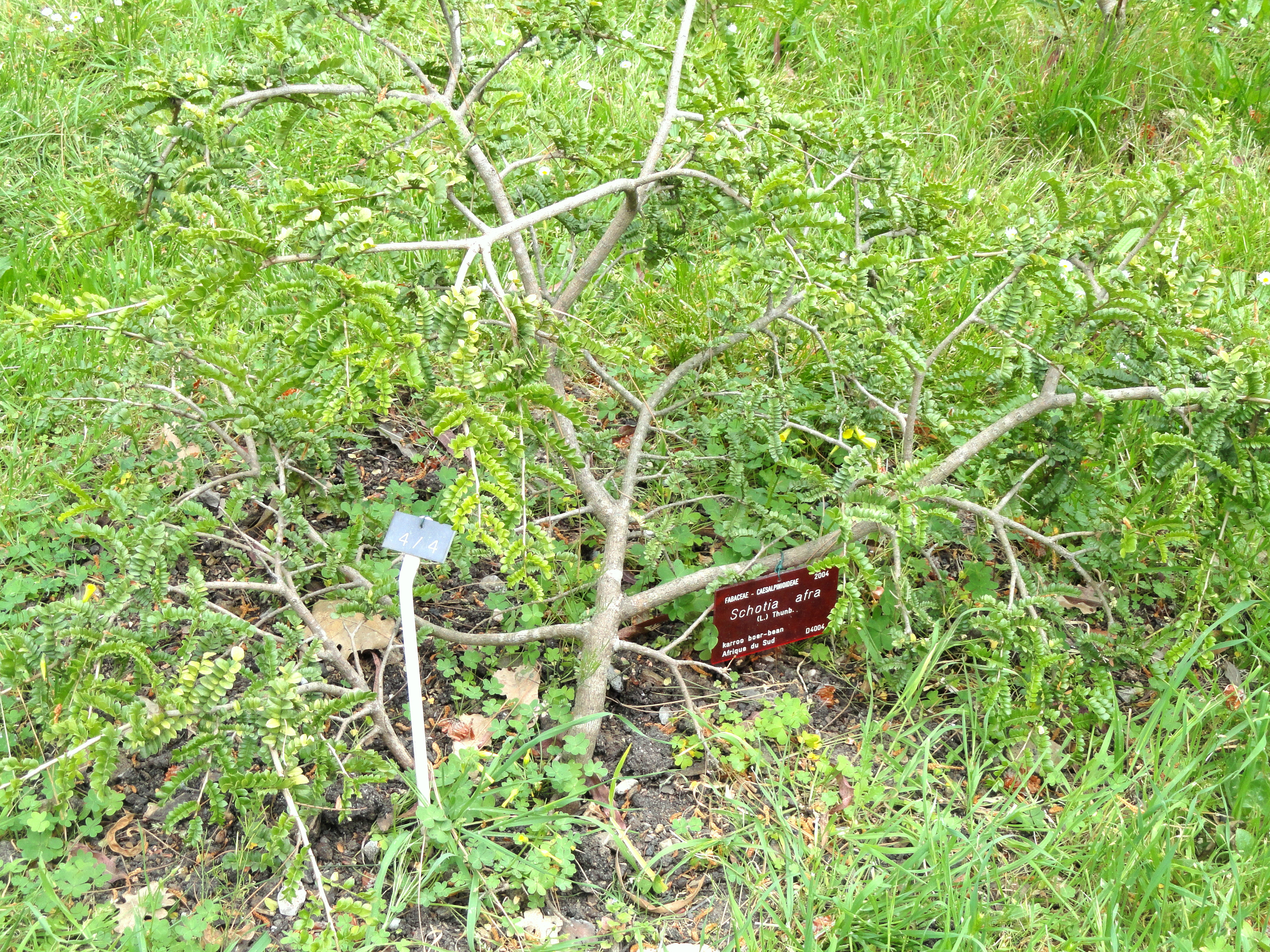